# تل تشامبرلين
تل تشامبرلين، هو جبل يقع في جبال كاتسكيل في نيويورك غرب فرانكلين الشمالية. تل جاكسون وهي بلدة تقع بولاية ويسكونسن في الولايات المتحدة.